# Diego de la Torre
Diego Javier de la Torre Muciño (ur. 5 lutego 1984 w San Luis Potosí) – meksykański piłkarz pochodzenia amerykańskiego występujący na pozycji środkowego pomocnika, obecnie zawodnik Chiapas. Jego ojciec Ramón de la Torre również był piłkarzem.

## Kariera klubowa
De la Torre, posiadający również obywatelstwo amerykańskie ze względu na pochodzącą z tego kraju babkę, jest wychowankiem klubu Deportivo Toluca, którego wieloletnim zawodnikiem był jego ojciec Ramón de la Torre. Do seniorskiej drużyny został włączony jako dwudziestolatek przez brazylijskiego szkoleniowca Ricardo Ferrettiego i w meksykańskiej Primera División zadebiutował 14 sierpnia 2004 w wygranym 1:0 spotkaniu z Necaxą. Początkowo występował jednak niemal wyłącznie w drugoligowych rezerwach klubu – Atlético Mexiquense. W jesiennym sezonie Apertura 2006 zdobył z Tolucą wicemistrzostwo kraju i wtedy także zaczął się częściej pojawiać na ligowych boiskach. Wywalczył wtedy również krajowy superpuchar – Campeón de Campeones i dotarł do finału najbardziej prestiżowych rozgrywek kontynentu – Pucharu Mistrzów CONCACAF. Premierowego gola w pierwszej lidze strzelił 10 marca 2007 w wygranej 2:0 konfrontacji z Tigres UANL. W jesiennym sezonie Apertura 2008 osiągnął natomiast pierwszy w karierze tytuł mistrza Meksyku, lecz przez cały pobyt w Toluce nie zdołał wywalczyć sobie pozycji podstawowego gracza.
Wiosną 2010 De la Torre udał się na wypożyczenie do niżej notowanego zespołu San Luis FC z siedzibą w swoim rodzinnym San Luis Potosí, gdzie występował bez większych sukcesów przez rok, pełniąc głównie rolę rezerwowego. W lipcu 2012 przeniósł się do ekipy Querétaro FC, gdzie przez pierwsze sześć miesięcy sporadycznie pojawiał się na boisku, lecz później został kluczowym zawodnikiem formacji pomocy i przez pewien czas pełnił nawet rolę kapitana drużyny. W drużynie tej spędził łącznie dwa lata, nie potrafiąc nawiązać do osiągnięć odnoszonych z Tolucą, po czym podpisał umowę z klubem Chiapas FC z miasta Tuxtla Gutiérrez. Tam od razu wywalczył sobie niepodważalne miejsce w składzie, lecz w styczniu 2016 doznał poważnej kontuzji, w wyniku której musiał pauzować przez pięć miesięcy.
| Sezon     | Klub                | Kraj   | Rozgrywki  | Mecze | Bramki |
| --------- | ------------------- | ------ | ---------- | ----- | ------ |
| 2004/2005 | Deportivo Toluca    | Meksyk | Liga MX    | 1     | 0      |
| 2004/2005 | Atlético Mexiquense | Meksyk | Ascenso MX | 18    | 1      |
| 2005/2006 | Atlético Mexiquense | Meksyk | Ascenso MX | 18    | 1      |
| 2005/2006 | Deportivo Toluca    | Meksyk | Liga MX    | 2     | 0      |
| 2006/2007 | Deportivo Toluca    | Meksyk | Liga MX    | 31    | 1      |
| 2007/2008 | Deportivo Toluca    | Meksyk | Liga MX    | 31    | 3      |
| 2008/2009 | Deportivo Toluca    | Meksyk | Liga MX    | 29    | 3      |
| 2009/2010 | Deportivo Toluca    | Meksyk | Liga MX    | 10    | 0      |
| 2009/2010 | San Luis FC         | Meksyk | Liga MX    | 6     | 0      |
| 2010/2011 | San Luis FC         | Meksyk | Liga MX    | 11    | 2      |
| 2010/2011 | Deportivo Toluca    | Meksyk | Liga MX    | 11    | 0      |
| 2011/2012 | Deportivo Toluca    | Meksyk | Liga MX    | 23    | 1      |
| 2012/2013 | Querétaro FC        | Meksyk | Liga MX    | 14    | 1      |
| 2013/2014 | Querétaro FC        | Meksyk | Liga MX    | 34    | 2      |
| 2014/2015 | Chiapas FC          | Meksyk | Liga MX    | 33    | 2      |
| 2015/2016 | Chiapas FC          | Meksyk | Liga MX    | 20    | 3      |
| 2016/2017 | Chiapas FC          | Meksyk | Liga MX    |       |        |

## Kariera reprezentacyjna
W czerwcu 2005 De la Torre w barwach olimpijskiej reprezentacji Meksyku U-23 prowadzonej przez René Isidoro Garcíę wziął udział w prestiżowym towarzyskim Turnieju w Tulonie, gdzie jego drużyna po porażce w półfinale z Portugalią (0:1) uplasowała się na czwartej lokacie.